# Grand Commentaire du De anima d'Aristote

Le Grand Commentaire du De anima d'Aristote est un ouvrage du philosophe andalou Averroès. Il prend place dans la tradition antique et médiévale des commentaires d'Aristote. L'auteur reprend le traité De l'âme d'Aristote, paragraphe par paragraphe, et en propose une lecture personnelle. Ce Grand Commentaire est surtout connu pour la théorie de l'âme et de l'intellect qui y est exposée.

## Le conflit des interprétations
La controverse porte sur le statut ambigu de l'intellect agent chez Aristote : est-il séparé ou non de l'âme individuelle ? Est-il immortel ? Averroès s'oppose à l'interprétation d'Alexandre d'Aphrodise qui admettait l'individualité de l'âme pensante. Pour Averroès, l'intellect existe à l'état séparé. Mais les deux auteurs sont d'accord pour nier l'immortalité individuelle. Cela veut dire que l'âme disparaît avec le corps.
La thèse du monopsychisme, à savoir qu'il n'y aurait qu'un seul Intellect unique et séparé pour tous les hommes, a souvent été attribuée à Averroès, et condamnée. C'est le cas d'Étienne Tempier, Bonaventure, Thomas d'Aquin, Marsile Ficin, Pomponazzi, Leibniz et Ernest Renan, tous adversaires de l'averroïsme latin.
En revanche, Dante Alighieri s'inspire de l'ouvrage pour son De Monarchia, dans lequel il défend l'existence d'une communauté des intellects, devant œuvrer ensemble au progrès de la connaissance humaine.